# Maull
Maull är en utslocknad svensk adelsätt, som härstammar från den skotska klanen Maule. Den delar sitt ursprung med den fortlevande svenska adelsätten Maule.
Den svenska ättens förste kände medlem, Jacob Maull, var född okänt år i Kungälv, där hans far verkat som rådman och dit denne troligen inflyttat. Han blev själv 21 februari 1716 överkrigskommissarie vid svenska armén i Skåne och 22 augusti samma år politie- och byggningspresident i Göteborg. Även adelskapet är från detta år, daterat 14 maj 1716. Han avled 1718, och det blev hans son Sven Maull, som på släktens vägnar 1719  introducerades på Riddarhuset under nummer 1510.
Sven Maull (1704–1748) studerade vid Uppsala universitet och blev landssekreterare i Linköping. Hans barn dog i ung ålder, och hans bröder hade inga efterkommande. En broder reste till Alger och kom aldrig tillbaka. Den längst kände levande, Johan David Maaull, född 1709, var student vid Uppsala universitet och senare någon tid militär. Han avled ogift 1759 och slöt därmed ätten.